# Casino de Madrid
El Casino de Madrid és una entitat cultural i recreativa privada de la ciutat de Madrid.
Fundat el 1836, fou un dels primers casinos culturals d'Espanya. Nasqué amb una voluntat apolítica, per bé que ideològicament l'entitat s'ha situat sempre al conservadorisme, tal com ho demostra l'adscripció social dels presidents de l'entitat: nobles i militars.
L'edifici del Casino de Madrid se situa al carrer d'Alcalà número 15. L'immoble fou construït el 1910 i és protegit d'ençà el 1993. Compta amb un gran pati interior de decoració rococó i un gran saló de decoració barroca, anomenat salón real. L'entitat ofereix diversos serveis als socis, tals com cafès i restaurants a preus baixos, billar, jocs de taula, una biblioteca i deu salons per a convencions i banquets. L'administració del Casino és compartida entre la junta de govern i la cadena hotelera NH, que s'encarrega de tots els serveis.
El Casino de Madrid és un club corresponent amb el Círculo Ecuestre de Barcelona i el Casino Gerundense de Girona.